# Valentin Gheorghiu
Valentin Gheorghiu (* 21. März 1928 in Galați; † 17. Juli 2023) war ein rumänischer Pianist und Komponist.

## Leben
Gheorghiu begann im Alter von fünf Jahren Klavier zu spielen. An der Königlichen Musikakademie Bukarest studierte er Musiktheorie, Harmonielehre, Kontrapunkt und Komposition bei Mihail Jora, Klavier bei Constanța Erbiceanu und Kammermusik bei Mihail Andricu. Auf Empfehlung von George Enescu erhielt er ein Stipendium für ein weiterführendes Studium am Pariser Konservatorium. Dort hatte er von 1937 bis 1939 Unterricht in den Fächern Klavier bei Lazare Lévy, Musiktheorie und Solfége bei Marcelle Meyer und Harmonielehre bei Noël Gallon.
Fünfzehnjährig debütierte er am Ateneul Român mit dem Philharmonieorchester Bukarest unter der Leitung von George Georgescu und spielte das Erste Klavierkonzert Ludwig van Beethovens. 1950 wurde er der Solopianist des Orchesters. Neben der Konzerttätigkeit im Land unternahm er Tourneen u. a. durch Großbritannien, Frankreich, Spanien, Deutschland, die Sowjetunion, Österreich, die USA, Israel und Japan. Er trat mit Orchestern wie der Société des Concerts du Conservatoire de Paris, dem Gewandhausorchester Leipzig und der Staatskapelle Dresden auf und arbeitete u. a. mit den Dirigenten Antal Dorati, Kurt Masur, Rafael Kubelik, Constantin Silvestri, Georges Prêtre und George Georgescu zusammen.
Als Kammermusiker war Gheorghiu erfolgreich im Duo mit seinem Bruder, dem Geiger Ștefan Gheorghiu, mit dem er beim ersten George Enescu Festival 1958 den Ersten Preis gewann, und im Romanian Trio mit diesem und dem Cellisten Radu Aldulescu. Er spielte Fernseh-, Hörfunk und Plattenaufnahmen u. a. für die Label His Master’s Voice, Pathé Marconi, Deutsche Grammophon und Electrecord ein. Neben zwei Sinfonien und weiteren Orchesterwerken komponierte er Kammermusik und Lieder.
Valentin Gheorghiu starb im Juli 2023 im Alter von 95 Jahren.

## Werke
- Streichquartett, 1946
- Klaviersonate, 1946
- Sinfonie, 1949
- Cellosonate, 1950
- Klaviertrio, 1950
- Sinfonie, 1953, 1974
- Klavierkonzert, 1959
- Imagini din copilarie, Suite für Orchester, 1961
- Burlesca für Klavier und Orchester, 1964
- Choral und Fuge für Orgel und Orchester

## Einzelnachweis
1. ↑  Doliu în lumea muzicală. Pianistul și compozitorul Valentin Gheorghiu a murit la 95 de ani. In: fanatik.ro. 17. Juli 2023, abgerufen am 17. Juli 2023 (rumänisch).

| Personendaten    | Personendaten                     |
| ---------------- | --------------------------------- |
| NAME             | Gheorghiu, Valentin               |
| KURZBESCHREIBUNG | rumänischer Pianist und Komponist |
| GEBURTSDATUM     | 21. März 1928                     |
| GEBURTSORT       | Galați                            |
| STERBEDATUM      | 17. Juli 2023                     |